# Atletismo nos Jogos Pan-Americanos de 2023 - 400 m feminino
A competição de 400 metros feminino do atletismo nos Jogos Pan-Americanos de 2023 foi disputada em 30 de outubro e 1º de novembro no Parque Deportivo Estadio Nacional, em Santiago, no Chile. No total, competiram 10 atletas de 8 Comitês Olímpicos Nacionais (CON).

## Calendário
Horário local (UTC-4).
| Data           | Horário | Fase      |
| -------------- | ------- | --------- |
| 30 de outubro  | 17:50   | Semifinal |
| 1º de novembro | 20:23   | Final     |

## Medalhistas
| Ouro   | CHI Martina Weil   |
| Prata  | ECU Nicole Caicedo |
| Bronze | COL Evelis Aguilar |

## Recordes
Antes desta competição, os recordes mundiais e dos Jogos Pan-Americanos da prova eram os seguintes:
| Tipo                             | Atleta             | Tempo | Local    | Data                 |
| -------------------------------- | ------------------ | ----- | -------- | -------------------- |
|                                  | Marita Koch        | 47.60 | Camberra | 6 de outubro de 1985 |
| Recorde dos Jogos Pan-Americanos | Ana Fidelia Quirot | 49.61 | Havana   | 5 de agosto de 1991  |

## Resultados

### Semifinal
Qualificação: Os três primeiros em cada bateria (Q) e os próximos dois mais rápidos (q) se classificaram para a final.
Estes foram os resultados:
| Pos. | Bateria | Atleta          | Nacionalidade            | Tempo | Notas      |
| ---- | ------- | --------------- | ------------------------ | ----- | ---------- |
| 1    | 1       | Martina Weil    | CHI Chile                | 51.47 | Q          |
| 2    | 1       | Aliyah Abrams   | GUY Guiana               | 51.82 | Q          |
| 3    | 1       | Nicole Caicedo  | ECU Equador              | 52.32 | Q          |
| 4    | 1       | Madeline Price  | CAN Canadá               | 52.70 | q          |
| 5    | 1       | Tiffani Marinho | BRA Brasil               | 52.83 | q          |
| 6    | 2       | Evelis Aguilar  | COL Colômbia             | 53.11 | Q          |
| 7    | 2       | Grace Konrad    | CAN Canadá               | 53.64 | Q          |
| 8    | 2       | Tabata Vitorino | BRA Brasil               | 55.57 | Q          |
| –    | 2       | Roxana Gómez    | CUB Cuba                 | DNS   |            |
| –    | 2       | Anabel Medina   | DOM República Dominicana | DQ    | TR 16.8[A] |

A Desqualificação – largada falsa.

### Final
Estes foram os resultados:
| Pos. | Raia | Atleta          | Nacionalidade | Tempo | Notas           |
| ---- | ---- | --------------- | ------------- | ----- | --------------- |
| 01 ! | 6    | Martina Weil    | CHI Chile     | 51.48 |                 |
| 02 ! | 8    | Nicole Caicedo  | ECU Equador   | 51.76 |                 |
| 03 ! | 5    | Evelis Aguilar  | COL Colômbia  | 51.95 |                 |
| 4    | 7    | Grace Konrad    | CAN Canadá    | 52.10 |                 |
| 5    | 4    | Aliyah Abrams   | GUY Guiana    | 52.66 |                 |
| 6    | 2    | Tiffani Marinho | BRA Brasil    | 52.81 | Recorde pessoal |
| 7    | 3    | Madeline Price  | CAN Canadá    | 53.59 |                 |

Legenda
| Recorde mundial                  | Recorde mundial (World record)               |                       | Recorde africano                      | Recorde africano (African) |                                           | Q | Classificado por posição (Qualified) |
| Recorde dos Jogos Pan-Americanos | Recorde pan-americano (Pan-American record)  | Recorde da América    | Recorde da América (Americas)         | q                          | Classificado por melhor tempo (Qualified) |   |                                      |
| Melhor marca do ano              | Melhor marca do ano (World leading)          | Recorde asiático      | Recorde asiático (Asian)              | DNS                        | Não largou (Did not start)                |   |                                      |
| Recorde nacional                 | Recorde nacional (National record)           | Recorde europeu       | Recorde europeu (European)            | DNF                        | Não terminou (Did not finish)             |   |                                      |
| Recorde pessoal                  | Recorde pessoal do atleta (Personal best)    | Recorde da Oceania    | Recorde da Oceania (Oceania)          | DSQ / DQ                   | Desclassificado (Disqualified)            |   |                                      |
| Recorde da temporada             | Recorde da temporada do atleta (Season best) | Recorde sul-americano | Recorde sul-americano (South America) | NM                         | Sem marca (No mark)                       |   |                                      |